# Vallon-Pont-d'Arc
Vallon-Pont-d'Arc (in occitano Valon) è un comune francese di 2 423 abitanti situato nel dipartimento dell'Ardèche della regione dell'Alvernia-Rodano-Alpi.
Il nome deriva dal Pont d'Arc, un arco di calcare alto 60 metri sotto al quale scorre il fiume Ardèche.
La località è particolarmente rinomata per essere punto di partenza degli itinerari sportivi e turistici in canoa e kayak lungo le acque del fiume Ardèche.

## Società

### Evoluzione demografica
Abitanti censiti